# Service (église)
Un service est une cérémonie chrétienne qui se déroule dans une église. 

## Origines
Le service chrétien a ses origines dans le culte juif,,. Dans la Bible, Jésus s’est rassemblé avec ses disciples pour partager des enseignements à différentes occasions, prier et chanter des cantiques.  
Dans la Première épître aux Corinthiens, Paul de Tarse a mentionné que le principal rassemblement chrétien se tenait le dimanche pour le service, soit le jour de la résurrection de Jésus et qu’il devrait contenir la louange, l’enseignement (sermon), la prière, l’offrande, et la Sainte-Cène ou communion,. Dans Actes des Apôtres, il est mentionné que les chrétiens se réunissaient également en semaine pour d’autres occasions comme l’enseignement biblique et les prières. 

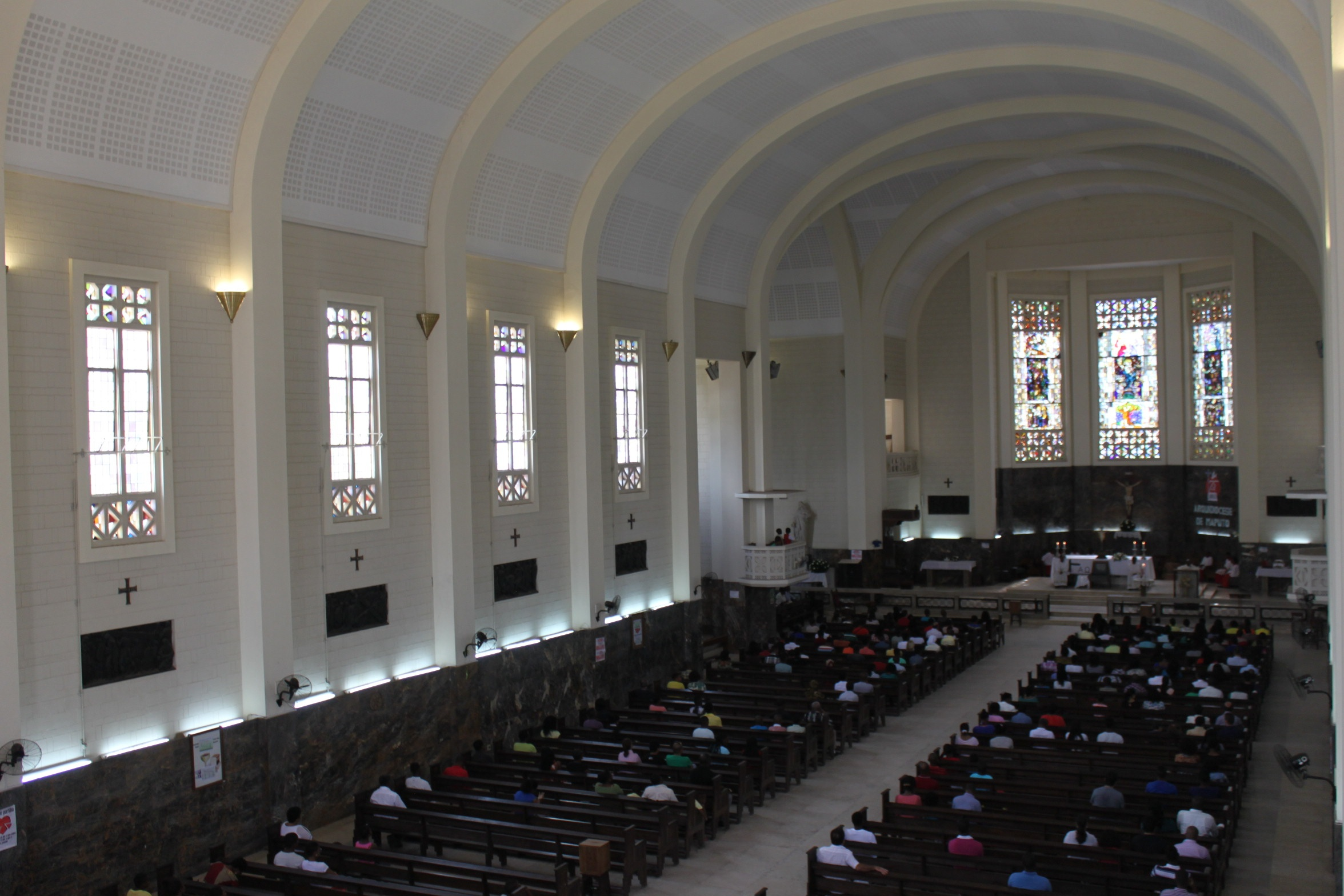
Service à la Cathédrale Notre-Dame-de-l'Immaculée-Conception de Maputo, Église catholique au Mozambique

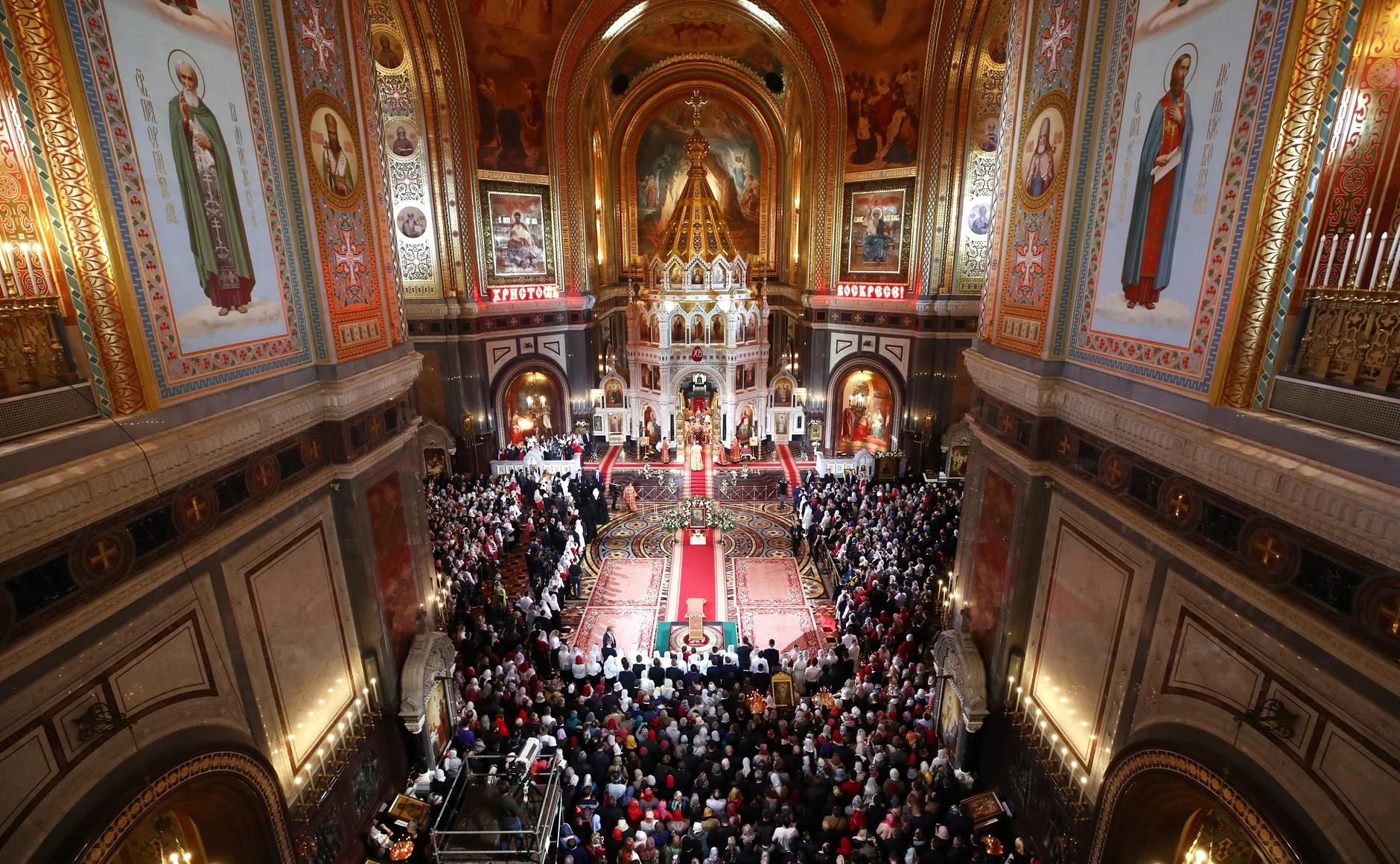
Service de Pâques à la Cathédrale du Christ-Sauveur de Moscou, Église orthodoxe russe

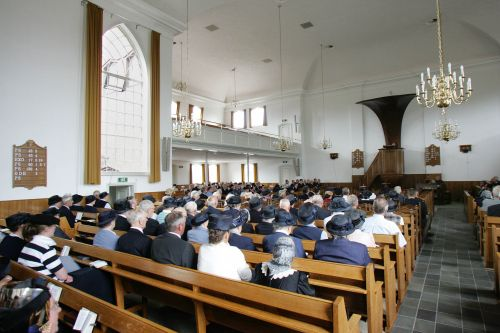
Service à l’Église réformée néerlandaise, de Doornspijk

## Services particuliers
Il y a des services d’église à des évènements particuliers comme lors d’une présentation d'enfant, d’un baptême, d’un mariage chrétien, d’une ordination ou consécration pastorale, lors de funérailles et lors des fêtes chrétiennes comme Noël.

## Différentes formes

### Catholicisme
Dans le catholicisme, le service régulier est appelé messe et est encadré par la liturgie catholique. Elle a lieu dans une église. Elle est dirigée par un prêtre.  

### Christianisme orthodoxe
Dans le christianisme orthodoxe, le service régulier est appelé messe et est encadré par la liturgie. Elle a lieu dans une église. Elle est dirigée par un prêtre orthodoxe.  

### Protestantisme
Dans le protestantisme, le service régulier est appelé culte et est encadré par la liturgie (liturgie anglicane, liturgie luthérienne, liturgie presbytérienne). Il a lieu dans un temple et est dirigé par un pasteur. 

### Christianisme évangélique

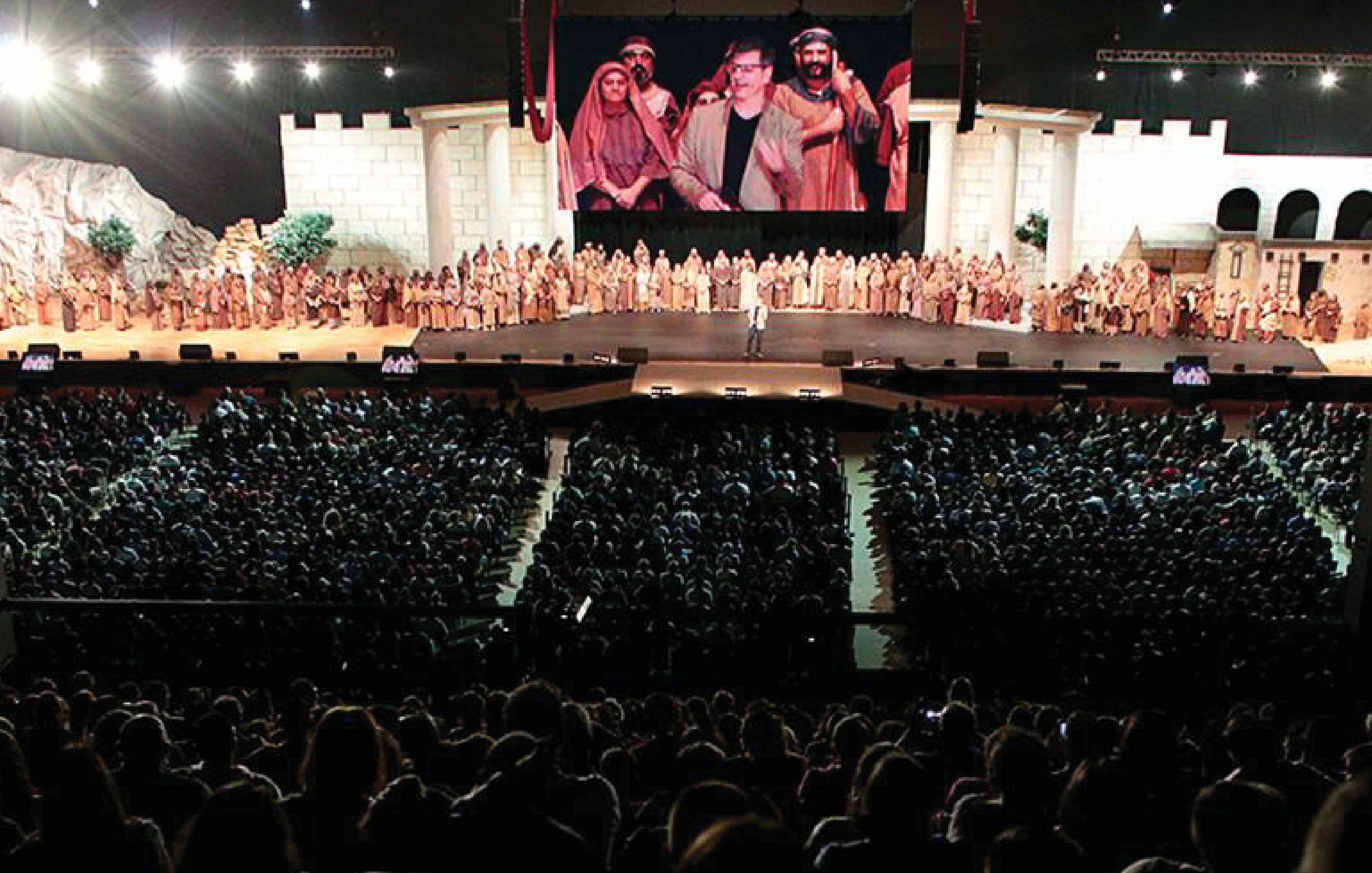
Service à l’Église de la cité de São José dos Campos, affiliée à la Convention baptiste brésilienne

Dans le christianisme évangélique, le service ou culte est vu comme un acte d'adoration de Dieu dans la vie de l'Église. Il n'y a pas de liturgie uniforme, la conception du service est plus informelle et varie selon les églises,. Il comprend généralement deux parties principales, la louange, généralement dirigée par un conducteur de louange, et le sermon, généralement donné par un pasteur,. Certaines églises ont des services avec de la musique chrétienne traditionnelle, d’autres avec de la musique chrétienne contemporaine et certaines offrent les deux dans des services distincts.